# Gustavo Culma
Gustavo Culma  (Tumaco, Nariño, Colombia; 20 de abril de 1993) es un futbolista colombiano. Juega como extremo o mediapunta y actualmente está sin club.
Su hermano John Jairo Culma también es futbolista.

## Trayectoria

### Once Caldas
Debutó con el Once Caldas el 8 de agosto de 2012 en la derrota como locales por la mínima frente al Deportivo Pasto. Sus primeros dos goles goles como profesional los hace el 19 de agosto en la goleada 5 a 2 frente al Boyacá Chicó.

El 16 de febrero de 2014 le da la victoria a su club 2 por 1 sobre Alianza Petrolera. El 10 de septiembre marca el gol del 2 a 1 sobre el Boyacá Chicó. Marca el único gol de la victoria por la mínima frente al Deportivo Pasto el 15 de febrero de 2015.
Para el 2 de febrero debuta a nivel internacional en la Copa Libertadores 2015 frente al Corinthians por los play-off, donde caerían eliminados luego del 5 a 1 en el global.

### Litex Lovech
Llegó en el 2016 al equipo Litex Lovech donde jugaría 4 partidos y marcaría dos goles, luego a mitad de año pasa al CSKA Sofía de la Liga Profesional de Bulgaria que sería como el mismo club. Debuta el 27 de julio en la victoria 2 goles a cero sobre el Slavia Sofía.
El 27 de agosto marca su primer gol en la victoria 2 - 0 frente al Lokomotiv Oryahovitsa. Le da la victoria al club por la mínima frente al Cherno More el 18 de septiembre.

### CSKA Sofia
El 30 de junio de 2016 llega libre al CSKA Sofia de la Liga Profesional de Bulgaria tras la desaparición de su antiguo club. El 18 de septiembre marca el gol de la victoria de su club por la mínima frente a Cherno More. El 13 de abril de 2017 marca el gol de la victoria 2 a 1 como visitantes sobre Lokomotiv Plovdiv. Marca su primer doblete el 8 de septiembre en la goleada 3 por 0 sobre FC Vereya.

### Correcaminos UAT
En julio de 2018 pasa a los Correcaminos UAT de la Liga de Ascenso de México. Su primer gol lo marca el 2 de noviembre en la caída 2-1 en casa de Potros UAEM.

## Clubes
| Club             | País     | Año         |
| ---------------- | -------- | ----------- |
| Once Caldas      | Colombia | 2012 - 2015 |
| Litex Lovech     | Bulgaria | 2016        |
| CSKA Sofía       | Bulgaria | 2016 - 2017 |
| Necaxa           | México   | 2018        |
| Correcaminos UAT | México   | 2018        |

## Estadísticas
| Club                      | Div              | Temporada        | Liga  | Liga  | Copa Nacional | Copa Nacional | Copa Internacional | Copa Internacional | Total | Total | Prom. · |
| Club                      | Div              | Temporada        | Part. | Goles | Part.         | Goles         | Part.              | Goles              | Part. | Goles | Prom. · |
| ------------------------- | ---------------- | ---------------- | ----- | ----- | ------------- | ------------- | ------------------ | ------------------ | ----- | ----- | ------- |
| Once Caldas · Colombia    | 1.ª              | 2012             | 13    | 2     | 1             | 0             | 0                  | 0                  | 14    | 2     | 0,07    |
| Once Caldas · Colombia    | 1.ª              | 2013             | 1     | 0     | 4             | 0             | 0                  | 0                  | 5     | 0     | 0,00    |
| Once Caldas · Colombia    | 1.ª              | 2014             | 26    | 3     | 9             | 1             | 0                  | 0                  | 35    | 4     | 0,04    |
| Once Caldas · Colombia    | 1.ª              | 2015             | 11    | 1     | 2             | 0             | 2                  | 0                  | 16    | 1     | 0,00    |
| Once Caldas · Colombia    | Total            | Total            | 51    | 6     | 16            | 1             | 2                  | 0                  | 69    | 7     | 0,10    |
| Litex Lovech Bulgaria     | 1.ª              | 2016             | 4     | 2     | 0             | 0             | 0                  | 0                  | 4     | 2     | 0,50    |
| Litex Lovech Bulgaria     | Total            | Total            | 4     | 2     | 0             | 0             | 0                  | 0                  | 4     | 2     | 0,50    |
| CSKA Sofia Bulgaria       | 1.ª              | 2016-17          | 30    | 7     | 0             | 0             | 0                  | 0                  | 30    | 7     | 0,23    |
| CSKA Sofia Bulgaria       | 1.ª              | 2017-18          | 11    | 2     | 1             | 0             | 0                  | 0                  | 12    | 2     | 0,16    |
| CSKA Sofia Bulgaria       | Total            | Total            | 41    | 9     | 1             | 0             | 0                  | 0                  | 42    | 9     | 0,21    |
| Necaxa · México           | 1.ª              | 2018             | 8     | 0     | 2             | 0             | 0                  | 0                  | 10    | 0     | 0,0     |
| Necaxa · México           | Total            | Total            | 8     | 0     | 2             | 0             | 0                  | 0                  | 10    | 0     | 0,0     |
| Correcaminos UAT · México | 2.ª              | 2018             | 5     | 1     | 0             | 0             | 0                  | 0                  | 5     | 1     | 0,0     |
| Correcaminos UAT · México | Total            | Total            | 5     | 1     | 0             | 0             | 0                  | 0                  | 5     | 1     | 0,0     |
| Total de carrera          | Total de carrera | Total de carrera | 109   | 18    | 19            | 1             | 2                  | 0                  | 130   | 19    | 0,16    |

## Palmarés

### Campeonatos nacionales
| Título      | Club   | País   | Año  |
| ----------- | ------ | ------ | ---- |
| Copa México | Necaxa | México | 2018 |